# السبحة السفلى

تعديل مصدري - تعديل

السبحة السفلى هي إحدى حارات حي يريم بمدينة يريم أحد مدن محافظة إب، بلغ تعداد سكانها 1543 نسمة حسب تعداد اليمن لعام 2004.